# NGC 3036
NGC 3036 في الفهرس العام الجديد، هو عنقود نجمي، يقع في كوكبة القاعدة. اكتشف في 7 مارس 1837 . بواسطة جون هيرشل .

## روابط خارجية
- NGC 3036 على موقع ويكي سكاي: DSS2, SDSS, GALEX, IRAS, Hydrogen α, X-Ray, Astrophoto, Sky Map, Articles and images